# Hodge 301

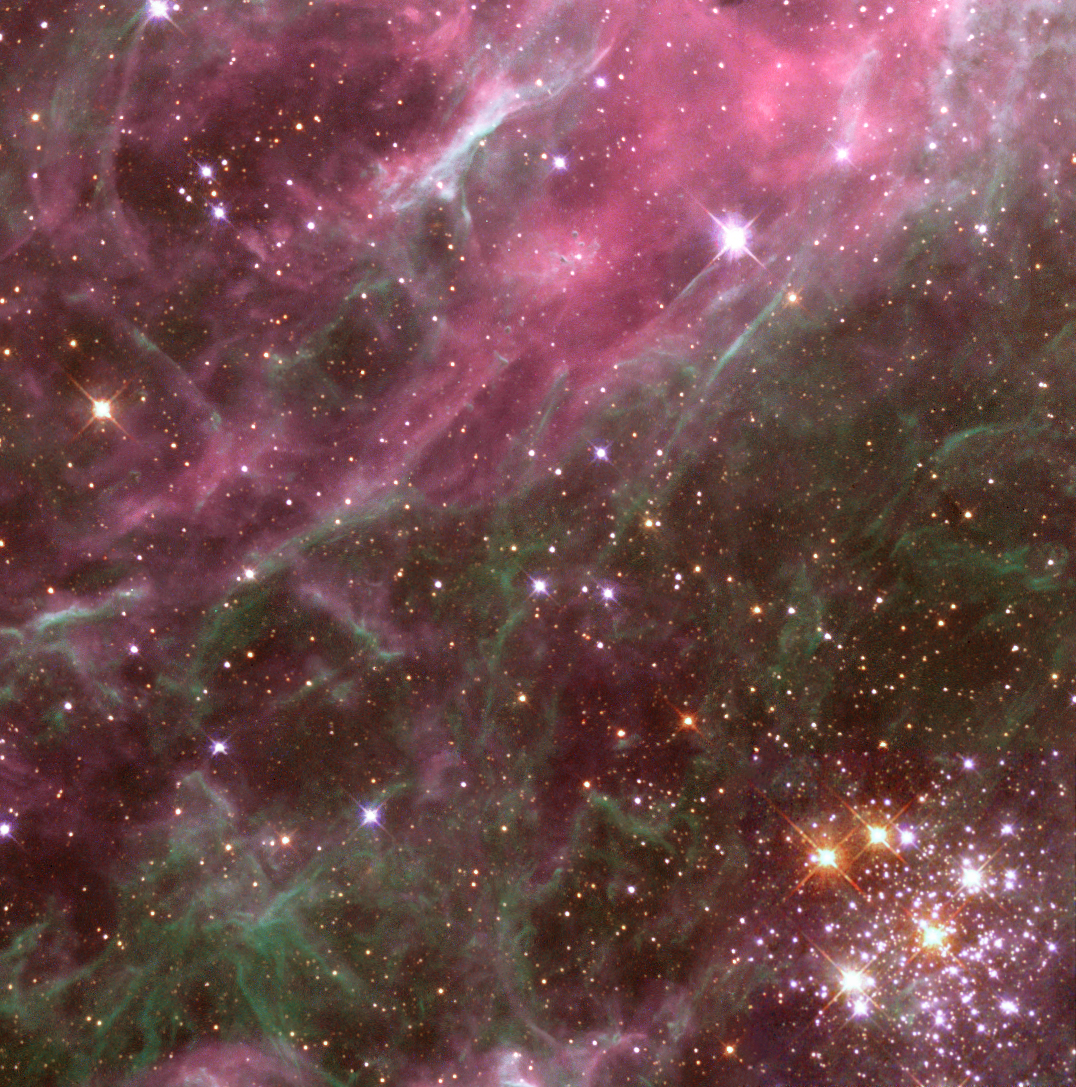
Rechts unten im Bildausschnitt ist der circa 25 Millionen Jahre alte Sternenhaufen Hodge 301 zu sehen. Er erhellt Teile des Tarantelnebels der Großen Magellanschen Wolke.

Hodge 301 ist ein Doppelsternhaufen in der Großen Magellanschen Wolke. Er ist ebenso wie der Supersternhaufen R136 aus Gasen des Tarantelnebels (30 Doradus, NGC 2070) hervorgegangen. Das Bild zeigt einen Ausschnitt aus dem Tarantelnebel, der in unserer Nachbargalaxie der Großen Magellanschen Wolke liegt und in dessen nördlichem Teil Hodge 301 zu finden ist (Bildausschnitt, rechts unten). Dieser Nebel gilt als eine der aktivsten Regionen für Sternentstehung.
Der Sternhaufen Hodge 301 ist nicht so bekannt wie R136, ein junger Sternhaufen, der den hellsten Bereich im Tarantelnebel bildet. Hodge 301 ist etwa zehnmal älter (ca. 25 Millionen Jahre) als R136, da in diesem Sternhaufen bereits mehrere Sterne als Supernova endeten und die Reste ihrer Gase als Schockwellen durch den Tarantelnebel rasen.
Diese Schockwellen, welche zur Expansion der Gase führen, erzeugen grünlich, rosarote Filamente die den Tarantelnebel durchziehen. Gut zu erkennen sind drei rote Supersterne, die vor ihrem Ende innerhalb der Entwicklung als Stern stehen.